# Tyler Steelman
Tyler Craig Steelman (* 10. August 1990 in Antioch, Kalifornien) ist ein US-amerikanischer Schauspieler.

## Karriere
Tyler Steelman war erstmals 2007 in Die Legende von Beowulf zusammen mit Anthony Hopkins und Angelina Jolie zu sehen. Tyler hatte ebenfalls eine Gastrolle als Mark in der Disney-Channel-Serie Hotel Zack & Cody. Später erschien er in mehreren anderen Fernsehsendungen und Werbespots sowie in dem Film 17 Again – Back to High School als junger Ned Gold an der Seite von Zac Efron.
2010 stand Steelman zusammen mit Rutger Hauer für den Film Happiness Runs, der eine wahre Geschichte aus der Kindheit des Regisseurs erzählt, vor der Kamera.
Im Jahr 2011 trat er in Verizons Tablet – The Showdown auf, den man im Fernsehen und auf Youtube sehen kann.

## Filmografie

### Filme
- 2007: Die Legende von Beowulf (Beowulf)
- 2009: 17 Again – Back to High School (17 Again)
- 2010: Happiness Runs
- 2012: Under the Bed – Es lauert im Dunkeln (Under the Bed)

### Serien
- 2007 Lucky Louie als Johnny (Staffel 1, Folge 13)
- 2007 The 1/2 Hour News Hour als Timmy (Staffel 1, Folge 16)
- 2009 Hotel Zack & Cody als Mark (The Suite Life of Zack and Cody, Staffel 2, Folge 30; Staffel 3, Folge 2, Folge 10, Folge 15)
- 2009 Cougar Town als Robbie